# Hyantis arfakensis
Hyantis arfakensis är en fjärilsart som beskrevs av Friedrich Wilhelm Niepelt 1913. Hyantis arfakensis ingår i släktet Hyantis och familjen praktfjärilar. Inga underarter finns listade i Catalogue of Life.